# Райт, Зак
Закари «Зак» Райт (англ. Zackary "Zack" Wright, род. 5 февраля 1985, Остин, Техас) — американский баскетболист, игравший на позиции разыгрывающего защитника.

## Биография
С 2003 по 2006 год выступал в американской студенческой баскетбольной лиге, после чего в 2007 году продолжил спортивную карьеру в Европе. В апреле 2012 год Зак Райт получил гражданство Боснии и Герцеговины. В августе 2012 года он дебютировал за сборную Боснии и Герцеговины в квалификации к Евробаскету 2013. Зак помог сборной отобраться на чемпионат Европы 2013 при 6 победах и 2 поражениях. Он является лучшим ассистентом квалификации к Евробаскету (в среднем 7,4 передачи за игру).

## Карьера в Европе
Сезон 2011/2012 Райт провёл в греческом «Ретимнон Критан Кингз» и хорватской «Цибоне». В греческой лиге А1 Райт в среднем набирал 13,5 очков, делал 5,4 подборов и 4,1 передачи за игру. Играя в Хорватии, Зак набирал в среднем 7,3 очков и делал 3,3 подбора и 3,8 передачи за игру. Летом 2012 года питерский «Спартак» подписал контракт с Райтом, рассчитанный на 2 года. По окончании сезона предполагалось, что Райт перейдет в «Паниониос», но игрок предпочел «Спартак».

## Интересные факты
- Самый татуированный игрок чемпионата Единой Лиги ВТБ[5].

## Достижения
- Чемпион Греции: 2013/2014
- Чемпион Хорватии: 2011/2012